# Dublin North-Central

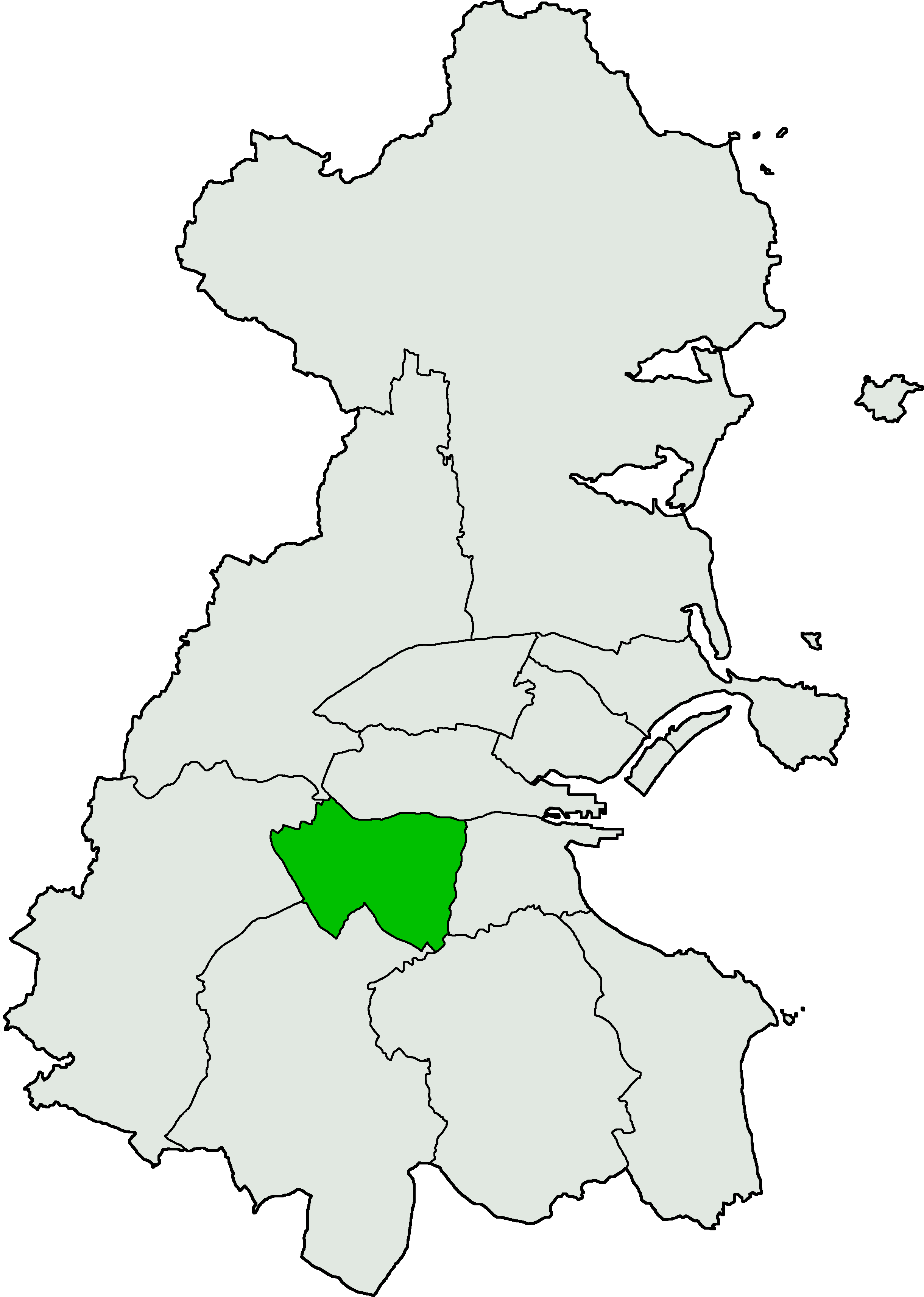
Locatie in County Dublin

Dublin North Central is een voormalig kiesdistrict in de Republiek Ierland voor de verkiezingen voor Dáil Éireann. Het werd gecreëerd in 1948 en heeft bestaan tot en met de verkiezingen van 2011. Het is opgegaan in het kiesdistrict Dublin Bay-North
Het district omvatte een deel van het noorden van de stad Dublin. Bij de laatste herindeling van kiesdistricten in 2004 werd het enigszins verkleind, waardoor het een zetel kwijtraakte. Bij de verkiezingen in 2007 woonden er 51.738 kiesgerechtigden die 3 leden voor de Dáil konden kiezen.
Historisch is Dublin North Central een Fianna Fáil bolwerk. De vroegere partijleider Charles Haughey heeft het district jarenlang vertegenwoordigd. Zijn zoon Seán Haughey heeft hem opgevolgd. Bij de verkiezingen in 2007 wist hij 1 zetel voor Fianna Fáil te behouden, de andere zetels gingen naar Richard Bruton, de tweede man van Fine Gael en een onafhankelijke kandidaat.